# Helolampis constantensis
Helolampis constantensis är en insektsart som beskrevs av Marius Descamps 1983. Helolampis constantensis ingår i släktet Helolampis och familjen Romaleidae. Inga underarter finns listade i Catalogue of Life.